# Amore di plastica
Amore di plastica è il brano con il quale Carmen Consoli partecipò al Festival di Sanremo 1996 nella sezione "Nuove Proposte", quell'anno vinta da Syria. La canzone, scritta dalla Consoli e da Mario Venuti, ottenne un modesto ottavo posto. Tuttavia la massiccia programmazione radiofonica, l'ottima ricezione della critica e il particolare stile vocale della Consoli fecero diventare popolare la "cantantessa".
La canzone compare anche nell'album live Eco di sirene, pubblicato il 13 aprile 2018.

## La canzone
Amore di plastica è una ballata piuttosto atipica in considerazione del repertorio successivo della cantautrice catanese. Nel pezzo si delineano però alcuni degli stilemi più importanti che caratterizzeranno la produzione a venire della cantante. Innanzitutto vanno riscontrati i richiami stilistici a cantanti come Janis Joplin, ma anche le influenze della musica rock inglese del periodo, come gli Oasis. La voce graffiante e modulata, quasi "sopra le righe", sembra rifarsi a Dolores O'Riordan, benché sia una delle principali peculiarità della cantante e non una forzatura. Il testo della canzone è invece una orgogliosa proclamazione dell'indipendenza femminile nei confronti di sentimenti artificiali (amore di plastica, appunto).

## Il video
Il video di Amore di plastica, diretto da Luca Lucini, è molto ironico, nonostante il testo della canzone. La "cantantessa" gioca e scherza con la telecamera, fa linguacce e smorfie e finge di piangere come se fosse una bambina. A queste, vengono alternate inquadrature in cui Carmen Consoli è seduta su un divano a forma di labbra intenta a suonare la chitarra. La fotografia del video riprende i colori della copertina dell'album, basata su colori acidi (verde e giallo) molto accesi e contrasti particolarmente vividi (le labbra rossissime sulla pelle bianca della cantante). Amore di plastica è anche il primo video in assoluto realizzato per un brano di Carmen Consoli.

## Tracce
1. Amore di plastica
2. Quello che sento